# 慕華館
慕華館（ぼかかん）または慕華楼（ぼかろう）は、中国皇帝の臣下であり、冊封国であった朝鮮の歴代の王が、中国皇帝の使者を迎えるための施設である。
「慕」は、朝鮮語で「サモハダ（思慕する）」＝「心から愛する」、「華」は、中国であり、「慕華」とは、「中国を心から愛する」という意味であり、中国に対する事大・中国に対する服属を象徴する施設であった。

## 概要
使者を迎えるにあたって、迎恩門だけでは困るため、その隣に慕華館を建設した。使者が迎恩門を通過して慕華楼に入り李氏朝鮮国王は慕華館において使者に拝礼を繰り返した。
19世紀末、独立協会の会員によって迎恩門は基部を残して破壊され、独立門が作られ、慕華館は独立館に改名された。
朝鮮国王は、満洲人の使節が来ると、みずから高官を従えて迎恩門まで歓迎に赴き敬意を表し、宴会を催し、芸を披露して接待しなければならず、李氏朝鮮の太子は慕華館で満洲人の勅使に酌の礼をするのが最大の役目だった。これは、現在行われているような、国賓を出迎えるため空港に儀仗隊を整列させるといった儀礼とはまったく異なる性質のものである。